# Daning—Krugerov efekt
Daning—Krugerov efekt je kognitivni poremećaj. Njegove posledice su da osobe s manjkom veština i znanja u nekoj oblasti pate od iluzorne superiornosti, greškom verujući da su njihove veštine mnogo veće nego što zapravo jesu. Ovaj poremećaj pripisan je metakognitivnoj nesposobnosti individue da prepozna svoje greške.

## Literatura
- Dunning, David (2005). Self-Insight: Roadblocks and Detours on the Path to Knowing Thyself (Essays in Social Psychology). Psychology Press. стр. 14-15. ISBN 978-1-84169-074-2.